# Can Torra (Canet d'Adri)
Can Torra és una masia de Canet d'Adri (Gironès) protegida com a bé cultural d'interès local.

## Descripció
És una masia aïllada de planta rectangular, en el que al llarg del temps se li han anat adossant altres cossos. Consta d'una planta baixa, un pis superior i golfes, coberta amb teula àrab a dues vessants. El portal d'entrada és adovellat i d'arc de mig punt. Els dos finestrals del primer pis són de llinda plana, ampit i brancals formats per carreus de pedra ben escairada.